# Susan Hampshire

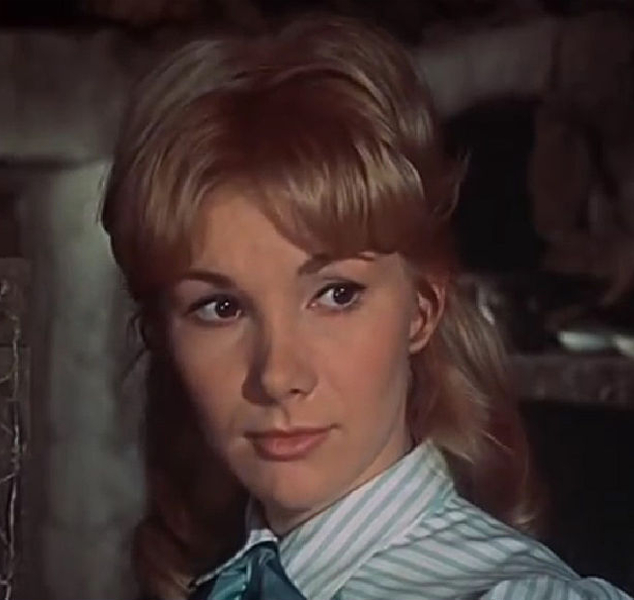
Susan Hampshire (1963)

Susan Hampshire CBE (* 12. Mai 1937 (nach einigen Quellen: 1938) in London) ist eine britische Schauspielerin.

## Biografie
Susan Hampshire stand seit ihrer Kindheit in London auf der Bühne und hatte ihr Filmdebüt in einer kleinen Rolle in dem Drama Die Schwindlerin bereits 1947. Ab 1959 trat sie regelmäßig vor der Kamera in Erscheinung. Zunächst war sie die „zerbrechliche Schönheit“ in Filmen wie Sidney J. Furies Kriegsdrama Während einer Nacht (1961), dem Psychothriller Griff aus dem Dunkel mit Albert Finney, dem Familienfilm Die drei Leben von Thomasina mit Patrick McGoohan oder der Musikkomödie Wonderful Life – Küss mich mit Musik mit Cliff Richard (alle 1964). In der französischen Komödie Paris im Monat August (1965) von Regisseur Pierre Granier-Deferre, ihrem späteren Ehemann, spielte sie dagegen eine reife, moderne junge Frau, die einem Familienvater den Kopf verdreht. Der Film beinhaltete zudem eine Nacktszene Susan Hampshires. In dieser Zeit wurden ihr Verträge von drei Produktionsfirmen Hollywoods angeboten, welche sie ablehnte, weil ihr damit auch mehr oder minder aufwändige kosmetische Veränderungen nahegelegt wurden.
Susan Hampshire wurde in erster Linie als vielbeschäftigte Darstellerin in britischen Fernsehproduktionen populär. Ihre bekannteste Rolle war die der Fleur in den 26 fünfzigminütigen Folgen der BBC-Verfilmung der Forsyte Saga nach der Romantrilogie von John Galsworthy (1967) mit Eric Porter, für die sie einen Emmy gewann. Weitere Emmys erntete sie für ihre Darstellungen der „Becky Sharp“ in der Miniserie Vanity Fair nach dem Roman Jahrmarkt der Eitelkeit von William Thackeray (1967) und als „Sarah Churchill“ in der Miniserie The First Churchills (1969). Zwischen 2000 und 2005 spielte sie eine der Hauptrollen in der erfolgreichen, in Schottland angesiedelten Serie Monarch of the Glen.
Susan Hampshire war von 1967 bis zur Scheidung 1974 mit Pierre Granier-Deferre verheiratet, mit dem sie einen Sohn hat. Eine gemeinsame Tochter starb noch als Kind. Von 1981 bis zu seinem Tod im Jahre 2021 war sie mit dem griechischen Impresario Eddie Kulukundis verheiratet.
1982 schilderte sie in ihrer Autobiografie Susan’s Story ihren langjährigen Kampf mit der Dyslexie. Für ihre Bemühungen zur Aufklärung der Öffentlichkeit über Dyslexie, ihre psychologischen Begleiterscheinungen und die Möglichkeiten der Behandlung wurde Susan Hampshire 1995 in den Order of the British Empire aufgenommen.

## Filmografie (Auswahl)
- 1959: Idle on Parade
- 1959: Treppauf – Treppab (Upstairs and Downstairs)
- 1960: Expresso Bongo
- 1961: Während einer Nacht (During One Night)
- 1962: Sir Francis Drake (Fernsehserie)
- 1964: Griff aus dem Dunkel (Night Must Fall)
- 1964: Die drei Leben von Thomasina (The Three Lives of Thomasina)
- 1964: Wonderful Life – Küss mich mit Musik (Wonderful Life)
- 1965: Geheimauftrag für John Drake (Danger Man) (Fernsehserie, 2 Folgen)
- 1966: Donegal, König der Rebellen (The Fighting Prince of Donegal)
- 1966: Das Geheimnis der weißen Nonne (The Trygon Factor)
- 1967: Die Forsyte Saga (The Forsyte Saga) (Fernsehserie)
- 1967: Jackanory (Fernsehserie, 5 Episoden)
- 1967: Vanity Fair (Fernsehfilm)
- 1969: Monte Carlo Rallye (Monte Carlo or Bust!)
- 1969: The First Churchills (Fernsehfilm)
- 1969: David Copperfield (Fernsehfilm)
- 1971: Das Pariser Appartement (A Time for Loving)
- 1971: Malpertuis
- 1972: Der Tote, der nicht sterben wollte (Neither the Sea Nor the Sand)
- 1972: Drei Strolche in der Wildnis (Living Free)
- 1973: Die tödliche Vision (Baffled!) (Fernsehfilm)
- 1973: Le Fils
- 1973: Dr. Jekyll and Mr. Hyde (Fernsehfilm)
- 1974: The Pallisers (Fernsehserie, 3 Episoden)
- 1976: The Story of David
- 1981: Dick Turpin (Fernsehserie, 4 Episoden)
- 1982: The Barchester Chronicles (Fernsehfilm)
- 1998: Rosamunde Pilcher: Heimkehr (Coming Home) (Fernsehfilm)
- 1999: Rosamunde Pilcher: Das große Erbe (Nancherrow) (Fernsehfilm)
- 2000: Monarch of the Glen (Fernsehserie, 60 Episoden)
- 2003: Agatha Christie: Blausäure (Sparkling Cyanide) (Fernsehfilm)
- 2017: Inspector Barnaby (Midsomer Murders) (Fernsehserie, Folge 19x04: Streicheln und töten, Red In Tooth And Claw)